# 遠敷
遠敷（おにゅう）は、福井県小浜市にある地名。現行行政地名は遠敷一丁目から遠敷十丁目。郵便番号は917-0241。古い歴史を持つ地域で江戸時代以降に小浜にその地位を奪われるまで、若狭地方の中心都市であった。滋賀県湖西の和邇、蓬莱と共に全国有数の難読地名として知られる。

## 概要
遠敷は、古代律令制度下に定められた若狭国の中心だった地域で、若狭国の国府や国分寺、若狭彦神社（若狭国一之宮）、若狭姫神社（若狭国二之宮）などが点在している。当初は「おにふ」と呼ばれ、その後「小丹生」の字が当てられ、8世紀前後に「遠敷」と記すようになったとされている。京都と日本海、大陸とを繋ぐ重要拠点として大きな役割を持っていた為、京都との関係が深く上記の他、萬徳寺（庭園：国指定名勝）、神宮寺（若狭彦神社と若狭姫神社の別当寺院。本堂・仁王門：国指定重要文化財）、明通寺（本堂・三重塔：国宝）などの有力寺院や奈良・東大寺との関係が深い「お水送り」行事などが行われている。
当時の行政機関が置かれ、名実ともに若狭における政治経済の中心地へと姿を変えていったが、やがて近接する小浜が町として発展すると、次第に遠敷はその地位を低下させていった。鎌倉時代に入り若狭国府が衰退すると政治的な重要性は失われたが、越前国敦賀郡（現・福井県敦賀市）と丹後国田辺（現・京都府舞鶴市、宮津市）を結ぶ丹後街道と小浜と京都を結ぶ九里半街道・若狭街道（鯖街道）沿いにある交通の要衝として発展し、室町時代初期には町場で市場が開かれるようになり、若狭姫神社の門前町、市場町として発展した。
また、遠敷を拠点として根来坂峠、久多峠、花脊峠を経て鞍馬街道に入り京都に至る街道筋でもあり、多くの物資輸送者が利用した（遠敷は鯖街道・丹後街道、両街道の街道筋にあった）。この街道は３つ峠越えがあり難所であったが、小浜と京都を最短距離で結んでいた事から古代から開削されていた。現在でも遠敷には旧上中町（現・若狭町）にある熊川宿に似た、小京都的な古い町並みが残り街道沿いの雰囲気が残されている。

## 歴史
江戸時代は東西に丹後街道が通り、この地域の商工業の中心だったが、政治経済の中心は小浜城下へ移っていった。明治時代になると再び遠敷は起死回生して、昭和時代にかけて商・工・農すべての面において他地区を圧倒して、遠敷郡の中心へと返り咲くが、それもつかの間、昭和の高度経済成長期以降、小浜中心部の商店街にその地位を奪われ、急速に衰退していった。
JR東小浜駅周辺は番地が振られ、小浜のベッドタウン化しつつある中で、国道27号線の旧道沿いに奇跡的にも残された江戸後期から明治期の町並みは、現在は、まだのどかな佇まいを残しているものの、宅地化の波が間近まで押し寄せ、早急な対策が望まれている。
- 1889年（明治22年）4月1日 - 町村制の施行により、上根来村・中畑村・下根来村・忠野村・神宮寺村・竜前村・金屋村・遠敷村・国分村の区域をもって発足。
- 1951年（昭和26年）3月30日 - 小浜町・内外海村・松永村・国富村・今富村・口名田村・中名田村と合併して小浜市が発足。同日遠敷村廃止。

## かぼちゃ街道・ワニ街道
遠敷地区に存在する、かぼちゃ街道（別名：ワニ街道）は、京都を結ぶ鯖街道ルートの一つ「針畑（はりはた）越え」につながっていたと言われている。琵琶湖南部の大津市和邇（わに）に通じることから、街道の名前の由来とする説もある。古代豪族である和珥氏発祥の地とする説もある。

## 世帯数と人口
2019年（平成31年）4月1日現在の世帯数と人口は以下の通りである。
| 丁目       | 世帯数  | 人口    |
| ---------- | ------- | ------- |
| 遠敷一丁目 | 90世帯  | 206人   |
| 遠敷二丁目 | 507世帯 | 854人   |
| 遠敷三丁目 | 308世帯 | 539人   |
| 計         | 905世帯 | 1,599人 |

### 人口の変遷
国勢調査による人口の推移。
| 1995年（平成7年）  | 2,189人 | [ 5 ] |  |
| 2000年（平成12年） | 2,025人 | [ 6 ] |  |
| 2005年（平成17年） | 2,025人 | [ 7 ] |  |
| 2010年（平成22年） | 1,868人 | [ 8 ] |  |
| 2015年（平成27年） | 1,599人 | [ 9 ] |  |

### 世帯数の変遷
国勢調査による世帯数の推移。
| 1995年（平成7年）  | 856世帯 | [ 5 ] |  |
| 2000年（平成12年） | 847世帯 | [ 6 ] |  |
| 2005年（平成17年） | 847世帯 | [ 7 ] |  |
| 2010年（平成22年） | 960世帯 | [ 8 ] |  |
| 2015年（平成27年） | 869世帯 | [ 9 ] |  |

## 学区
市立小・中学校に通う場合、学区は以下の通りとなる。
| 丁目 | 番・番地等 | 小学校                 | 中学校                 |
| ---- | ---------- | ---------------------- | ---------------------- |
| 遠敷 | 全域       | 小浜市立小浜美郷小学校 | 小浜市立小浜第二中学校 |

## 施設や周辺
駅北側は田畑が大きく広がる。警察署・ヘリポート・空調用モータの研究所はこちら側にあり、北へ抜けると北川を経て瑞伝寺に至る。駅南側は民家が多く、商店が点在する。商業施設や外食チェーン店は国道27号沿いに集約されている。
現在、遠敷地区は、官公庁などの公共施設が数多く立地し、小浜市の副都心としての機能を持っている。
- 福井県若狭合同庁舎 - 福井県嶺南振興局
- 福井県立若狭歴史博物館
- 若狭姫神社[11]
- 若狭彦神社[11]
- 萬徳寺
- 若狭神宮寺
- 明通寺
- 若狭ヘリポート
- 福井県小浜警察署
- 福井県立若狭東高等学校
- ニデックテクノモータ福井技術開発センター
- 国道27号
- 福井県道24号小浜上中線
- 福井県道35号久坂中ノ畑小浜線
- 福井県道146号東小浜停車場線
- 福井県道220号羽賀東小浜停車場線
- 西日本JRバス若江線「遠敷」停留所
- 北川

JR東小浜駅付近に北陸新幹線の駅を設置することが発表されている。

## 著名な出身者
- 石田孫太郎（養蚕技術指導者）
- 小野村胤敏（弁護士、大阪理工科大学創設者）
- 石田佐久馬（国語教育者、十文字学園女子短期大学教授）
- 木村恵里子（バスケットボール選手、富士通レッドウェーブ所属）
- 堀卓馬（ラグビー選手、セコムラガッツ所属）

## 著名な居住者
- 谷川イリーナ（和菓子職人）

## 逸話
- 1970年代から1980年頃まで、毎年恒例で開催される遠敷祭りの際、遠敷川付近で軍服を着た傷痍軍人が片足で立って乞食をしていた姿が目撃されている。
- 2010年頃までは、下水工事が完了しておらず、汲み取り式便所（俗称：ボットン便所）だった住宅も存在し、遠敷地区は、小浜市の中でも開発から取り残されていた。

## その他

### 日本郵便
- 郵便番号 : 520-0046[3]（集配局：小浜郵便局[13]）。